# Zachary Lokken
Zachary Lokken (Durango, 25 de marzo de 1994) es un deportista estadounidense que compite en piragüismo en la modalidad de eslalon.
Ganó dos medallas de oro en los Juegos Panamericanos, en los años 2019 y 2023. Participó en los Juegos Olímpicos de Tokio 2020, ocupando el séptimo lugar en la prueba de C1 individual.

## Palmarés internacional
| Juegos Panamericanos | Juegos Panamericanos | Juegos Panamericanos | Juegos Panamericanos |
| Año                  | Lugar                | Medalla              | Competición          |
| -------------------- | -------------------- | -------------------- | -------------------- |
| 2019                 | Lima (Perú)          | Medalla de oro       | C1 individual        |
| 2023                 | Santiago (Chile)     | Medalla de oro       | C1 individual        |